# Yosemite Valley
Yosemite Valley (pron. joʊˈsɛmɨtiː/ yoh-sem-i-tee) è una valle la cui formazione risale all'era glaciale famosa per le sue bellezze naturali, situata nella parte occidentale della Sierra Nevada, la catena montuosa della California centrale.

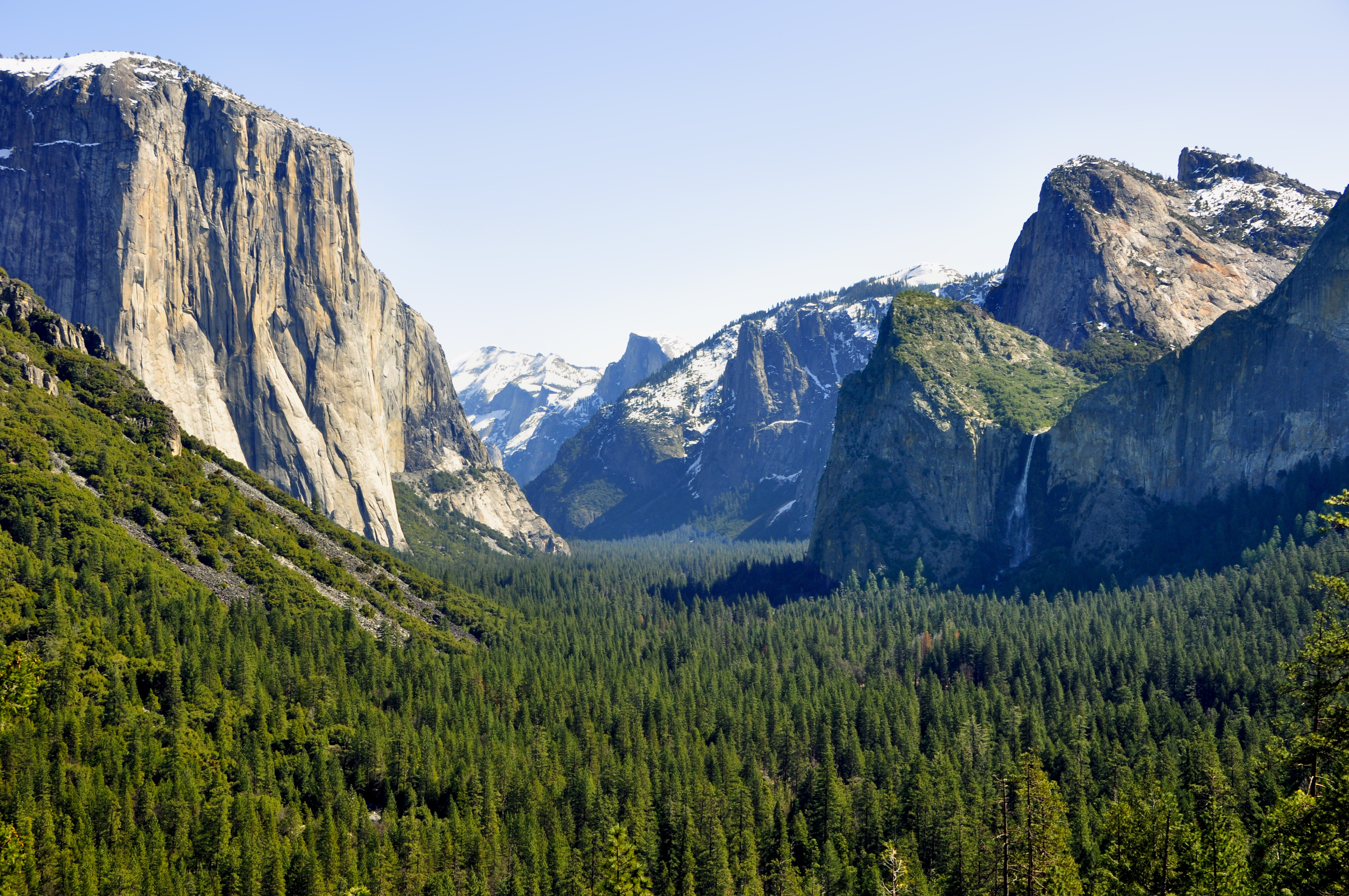
Panorama sulla Yosemite Valley, sulla sinistra El Capitan

È frutto dell'erosione prodotta dal fiume Merced che sgorga sul lato occidentale del comprensorio e fa parte del Parco nazionale di Yosemite, di cui costituisce la maggiore attrattiva turistica sebbene come superficie ne costituisca solo l'1%. Fa parte delle aree naturali protette e la sua utilizzazione ad "uso pubblico, per villeggiatura e svago" fu concessa alla California dal presidente Lincoln il 30 giugno 1864.

## Descrizione

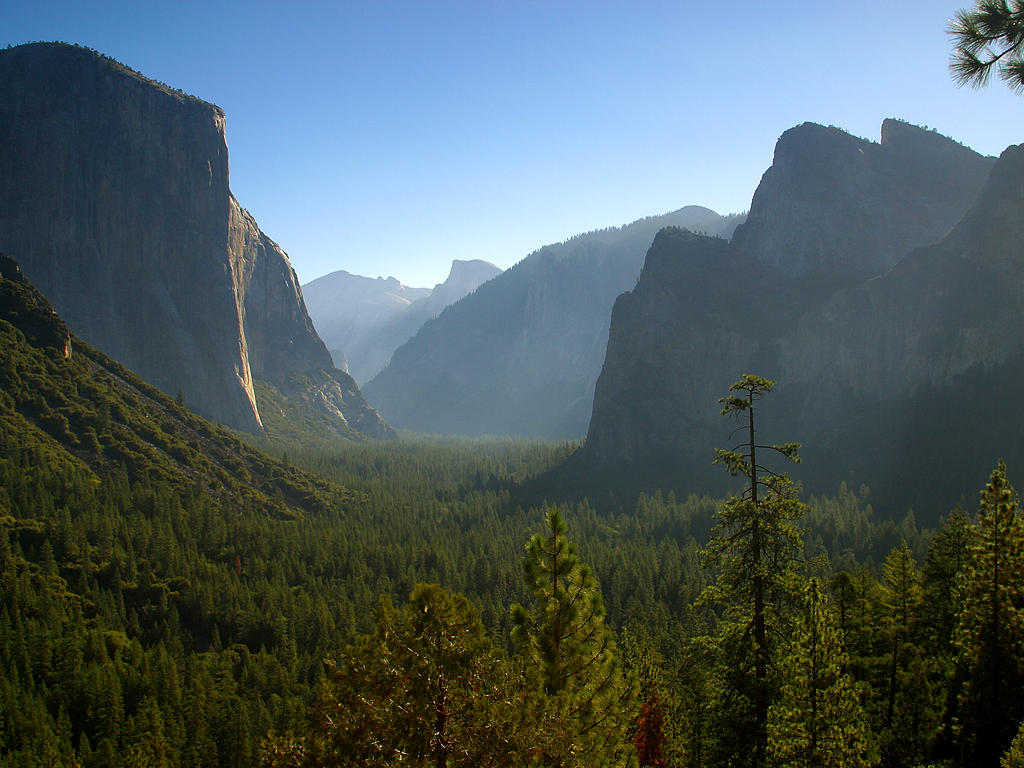
La Yosemite Valley all'alba

La valle giace a 1.200 metri di altitudine a circa 240 chilometri di distanza a est di San Francisco e si sviluppa da est verso ovest. Misura circa 13 chilometri in lunghezza e poco più di un chilometro e mezzo in larghezza.

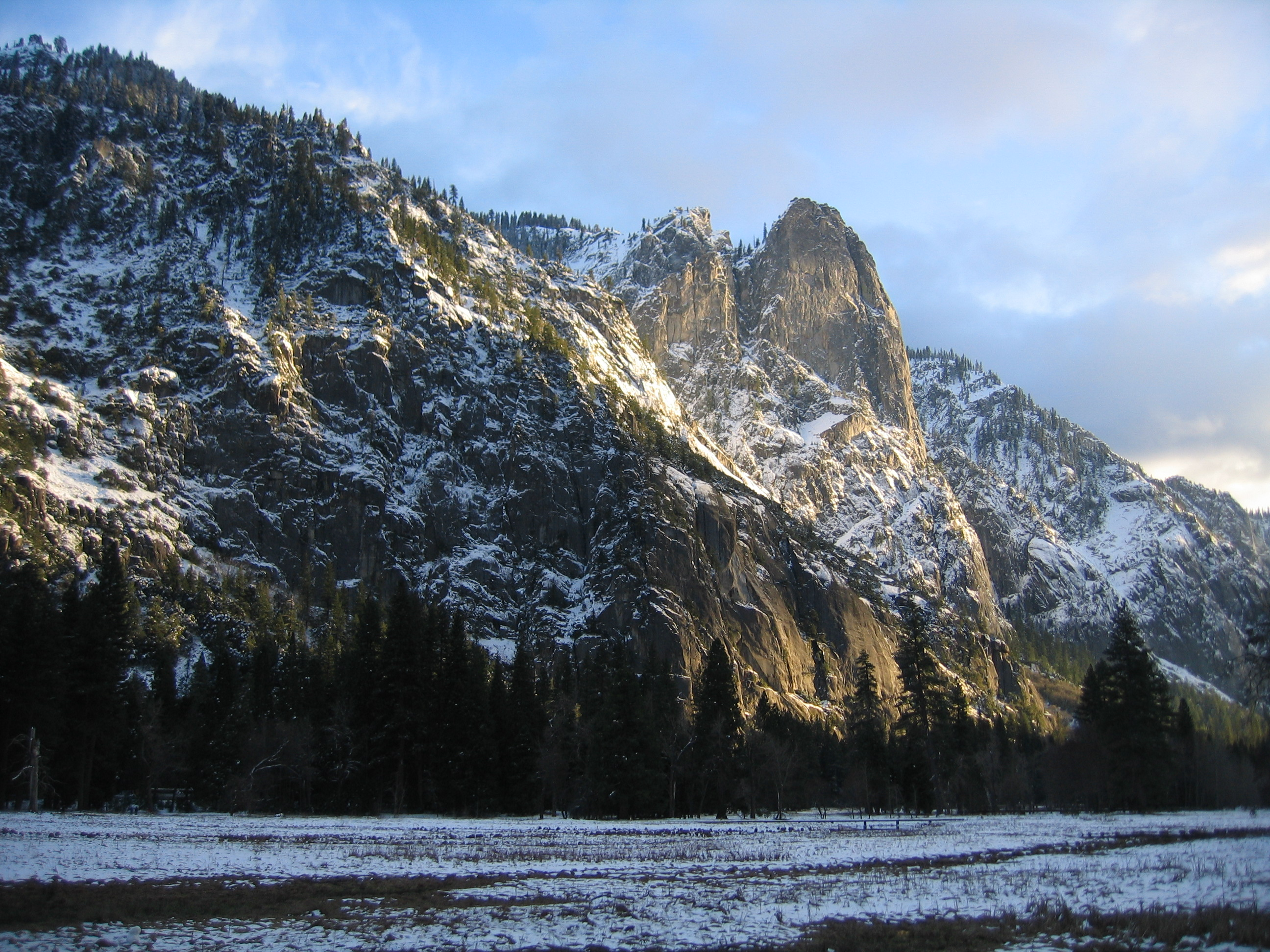
Il complesso delle Sentinel Rock al tramonto

È solcata da una fitta rete di ruscelli e torrenti che confluiscono nel Merced, che a sua volta sfocia nell'Oceano Pacifico, e ed è ricca di cascate: Yosemite Falls, Tenaya Creek, Illilouette e Bridalveil Creek e Bridalveil Falls sono solo alcune delle attrattive naturali. La circonda una dozzina di formazioni rocciose antiche di 114 milioni di anni (essenzialmente falesie e inaccessibili picchi in granito), alte fino a 1.000 metri e particolarmente adatte alle arrampicate (ad esempio, Half Dome, El Capitan, Three Brothers e Mount Lyell, che è la vetta più alta).
Fitta è la vegetazione costituita da foreste e pinete e attraversata da sentieri adatti a passeggiate che portano verso alture a quote più elevate, da cui si possono godere scorci panoramici di grande suggestione, come ad esempio lo Wawona Tunnel, spunto per riprese cinematografiche o riproduzioni pittoriche.

## Storia

### I nativi americani

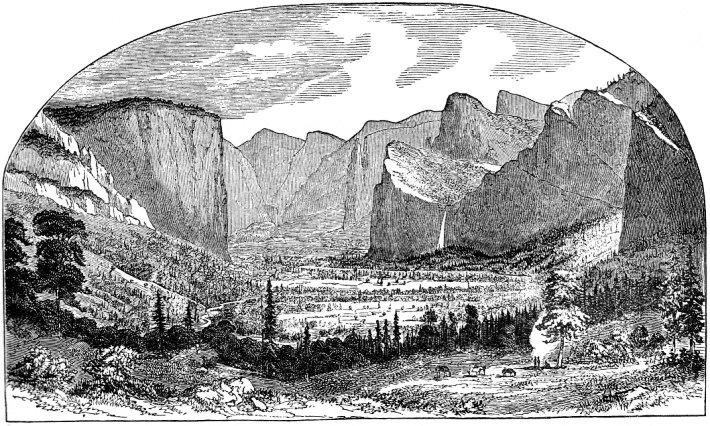
La prima riproduzione pittorica della Yosemite Valley ad opera di Thomas Ayres (1855)

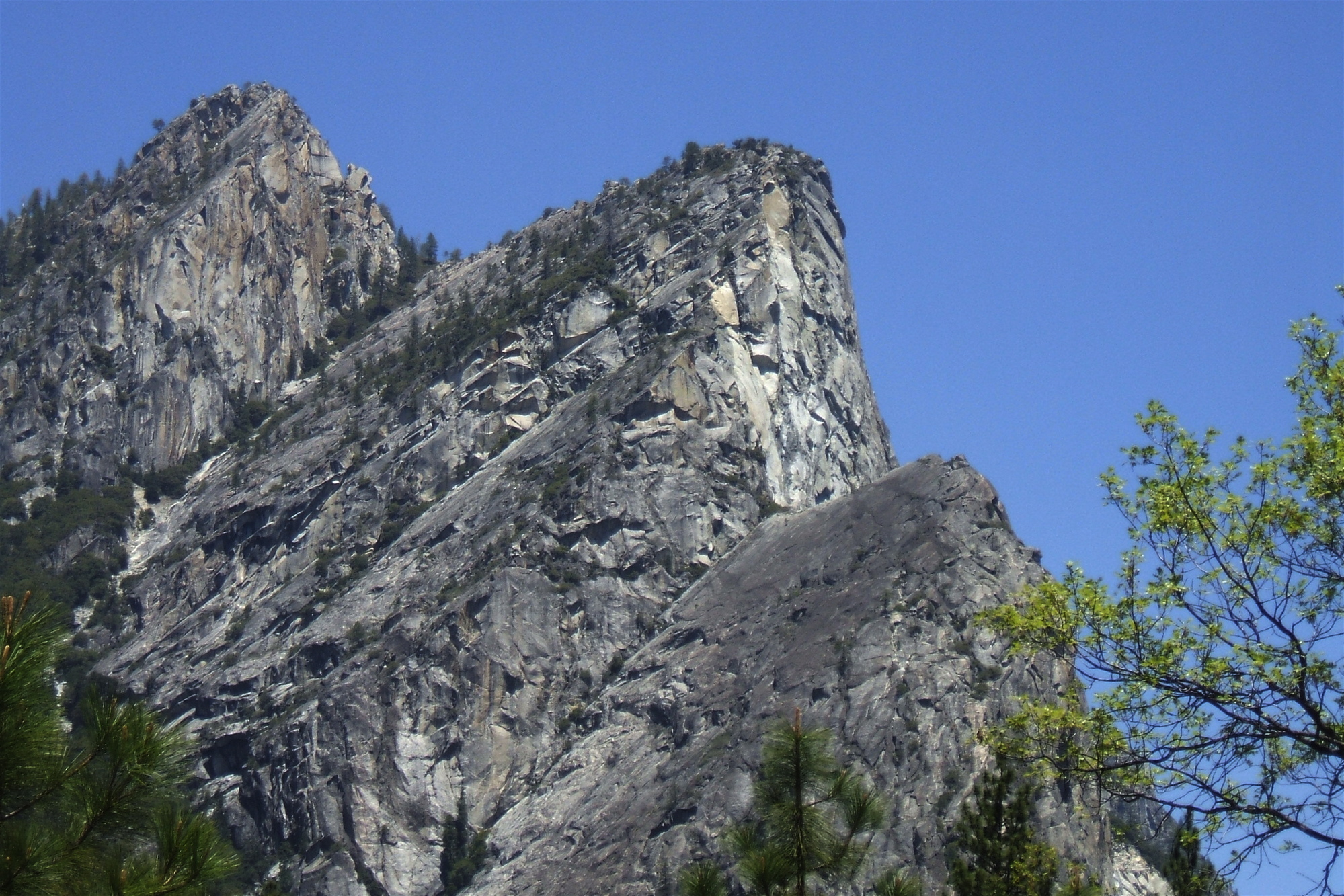
Le cime chiamate Three Brothers

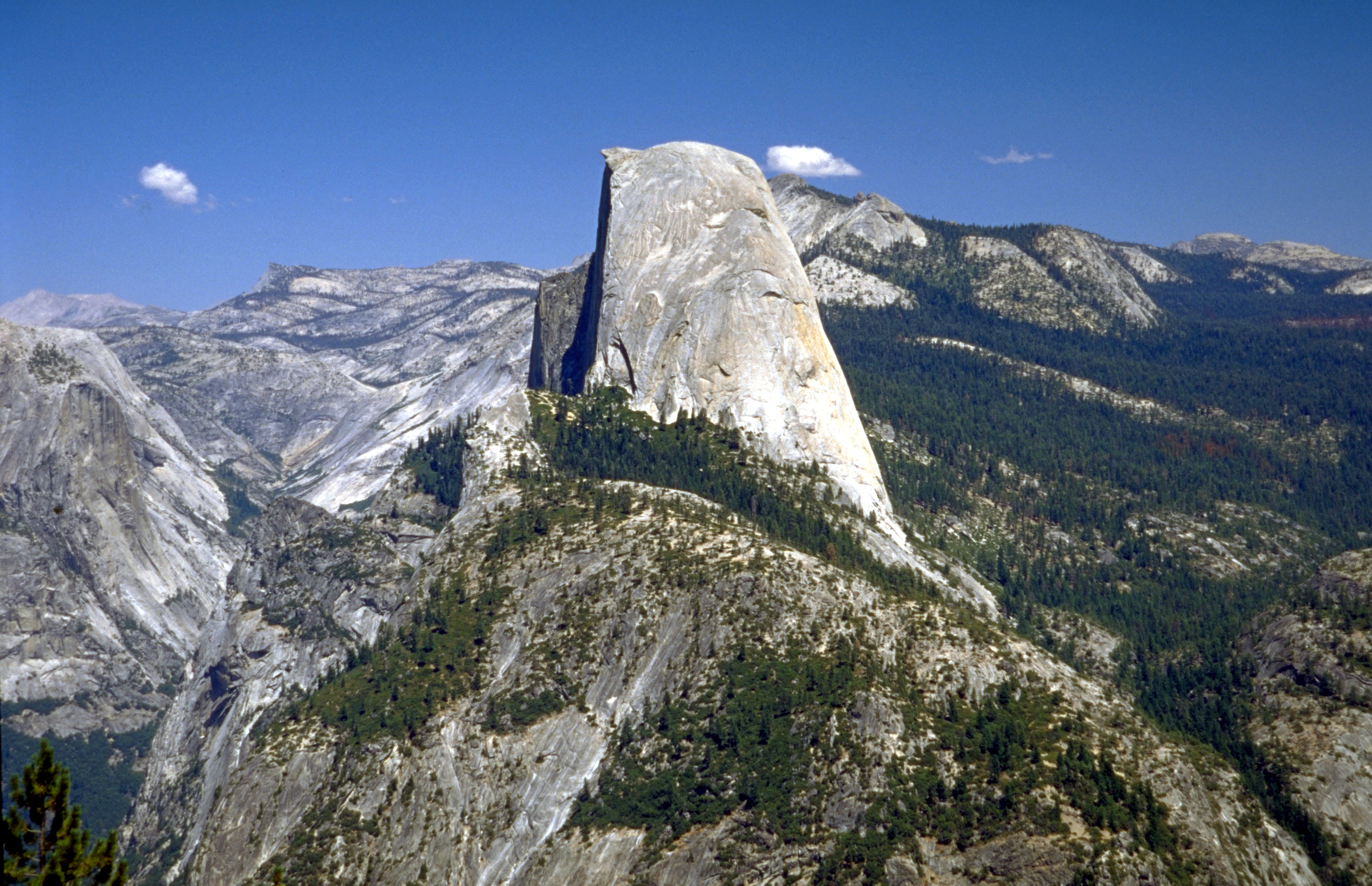
Lo Half Dome

I nativi americani hanno popolato la regione per 8.000 anni e ne sono stati fino al XIX secolo i soli abitanti. La prima comunità residente di cui si ha notizia furono gli Ahwahnechee che chiamavano la valle Ah-wah-nee.
Questo gruppo si mescolò poi con la tribù Paiute che viveva nella parte orientale della Sierra Nevada, presso il lago Mono. Tuttora gli eredi di questa tribù si occupano della manutenzione dei boschi della zona e della pulizia dei sentieri.
I primi non nativi americani a vedere la Yosemite Valley furono probabilmente i membri della spedizione di Joseph Walker del 1833, che fu il primo ad attraversare la Sierra Nevada da est a ovest per aprire una pista verso la California.
Gli uomini del Mariposa Battalion, che a metà Ottocento fu insediato nella Sierra Nevada per dirimere contenziosi concernenti la corsa all'oro, furono invece i primi bianchi che si addentrarono nella valle. 

### La storia di 'Alvin and the Chipmunks'
Nel 1958 Ross Bagdasarian, il creatore di Alvin and the Chipmunks, stava attraversando la valle in macchina. Mentre stava riflettendo sull'animale al quale abbinare le vocine velocizzate di sua creazione, un tamia gli attraversò la strada all'improvviso e si fermò davanti alla vettura come in segno di sfida, ispirandogli l'idea di creare i personaggi dei tamia (ingl. chipmunk).